# Aleurocanthus ceracroceus
Aleurocanthus ceracroceus là một loài côn trùng cánh nửa trong họ Aleyrodidae, phân họ Aleyrodinae.
Aleurocanthus ceracroceus được Martin miêu tả khoa học đầu tiên năm 1999.